# 포켓몬 스타디움
《포켓몬 스타디움》(Pokémon Stadium, ポケモンスタジアム)은 닌텐도 정보개발본부와 HAL 연구소가 개발하고 닌텐도가 배급한 턴제 전략 게임이다. 게임보이로 출시됐던 《포켓몬스터 레드·그린·블루》 및 《포켓몬스터 피카츄》의 151마리 포켓몬과 게임플레이 시스템을 바탕으로 하며, 닌텐도 64로 개발돼 3D 턴제 전투 방식을 취했다.
본래 닌텐도 64DD 주변기기용으로 제작됐으나 해당 플랫폼의 상업적 실패로 인해 카트리지 방식 콘솔 게임으로 변경됐다. 최초로 출시된 판은 1998년 8월 일본 지역에서만 발매된 《포켓몬 스타다움》으로, 해당 게임에선 40마리의 포켓몬이 수록됐다. 이후 《포켓몬스터》 2세대까지의 포켓몬 151마리가 전부 수록되고 게임플레이 모드를 대거 추가한 확장판이 1999년 일본에서 《포켓몬 스타디움 2》라는 제목으로, 2000년 서양 지역에선 《포켓몬 스타디움》이라는 제목으로 발매됐다.
《포켓몬 스타디움》에선 상대방과 3대3 포켓몬 대전을 치르는 '스타디움 컵', 관동지방의 관장 8명과 사천왕과 겨루는 '짐 리더의 성' 모드가 있으며, 최종 보스로 뮤츠가 나온다. 주변기기 64 GB 팩을 이용해 《포켓몬스터 레드》, 《그린》, 《블루》 및 《피카츄》로부터 포켓몬을 불러들여 교환하고 보관할 수 있다. 그 외에 각종 미니게임과 게임보이 프린터와의 연동 등의 기능도 있다.
《포켓몬 스타디움》은 2000년 말까지 1백만 장 이상 판매돼 닌텐도 64 기종에서 최다 판매량 순위권에 올랐다. 2000년에 《포켓몬스터 금·은》과 《포켓몬스터 크리스탈》에 기반한 후속작 《포켓몬 스타디움 2》(일본판 제목 《포켓몬 스타디움 금은》)이 출시됐다.

## 참조

### 내용주
1. ↑  패키지에 표시된 영어 부제는 《포켓몬스터즈 스타디움》(Pocket Monsters' Stadium)
2. ↑  영어: Pokémon Stadium 2, 일본어: ポケモンスタジアム２